# Fin Lund
Fin Lund, född 6 augusti 1884, död 24 oktober 1961, var en dansk finansman och diplomat.
Lund blev efter ekonomiska studier, främst i Storbritannien anställd i Landmandsbanken. Han inträdde 1908 i Udenrigsministeriet och var 1915-21 direktör i National City Bank of New York. 1931 blev Lund chargé d'affaires i Mexiko, 1931 minister där.